# Chevauchée
- Principales batailles de la 1re phase de la guerre
- Chevauchée d'Édouard III en 1339
- Chevauchée d'Édouard III en 1346
- Chevauchée du Prince noir en 1355
- Chevauchée de Lancastre en 1356
- Chevauchée du Prince noir en 1356
- Chevauchée d'Édouard III en 1359-60

1429
Territoires contrôlés par Henri V
Territoires contrôlés par le duc de Bourgogne
Territoires contrôlés par le Dauphin Charles
Principales batailles
- Raid anglais de 1415
- Itinéraire de Jeanne d'Arc vers Reims en 1429

Chevauchées de la 1re phase de la guerre de Cent Ans.
Principales batailles de la 1re phase de la guerre

Pendant la guerre de Cent Ans, les expéditions anglaises étaient appelées chevauchées. Il s'agissait de longs raids dévastateurs sur plusieurs centaines de kilomètres et sur un front de plusieurs kilomètres.
Ces chevauchées avaient pour but principal de se bâtir une gloire facile, de récupérer du butin et de ruiner les riches territoires qui fournissaient au roi de France les moyens financiers et humains qui alimentaient son armée en finances et en soldats. En tarissant ces sources, les chevauchées affaibliraient fortement le roi de France et ses vassaux qui ne pourraient plus disposer de réserves, tout en enrichissant le roi d'Angleterre et ses alliés.
Le terme est aussi appliqué plus largement pour désigner toute campagne de ce genre pendant la période médiévale, par exemple la chevauchée du Hainaut de Charles d'Anjou en 1254.
À la suite des chevauchées anglaises qui pillent le royaume de France, le roi Charles V, réalisant que le temps de mobiliser ses troupes, les quelques milliers de soldats anglais ont souvent déjà rembarqué pour leur île, ne cherche plus à les intercepter, fortifie les villes et adopte la tactique militaire de la terre déserte.

## Principales chevauchées de la guerre de Cent Ans

### Chevauchée d’Édouard III en 1339
L'armée du roi de France Philippe VI ayant lancé une offensive victorieuse en Aquitaine, allant jusqu'à assiéger Bordeaux et étant sous la menace d'un débarquement français en Angleterre, Édouard III d'Angleterre décide de porter la guerre en Flandre. Il s'est assuré de l'alliance des villes flamandes qui ont besoin de la laine anglaise pour faire tourner leur économie mais aussi de l'empereur et des princes de la région qui voient d'un mauvais œil les avancées françaises en terres d'empire. Ces alliances se sont faites sous la promesse de compensations financières de la part du roi d'Angleterre. Aussi quand il débarque le 22 juillet 1338, à Anvers, à la tête de 1 400 hommes d'armes et 3 000 archers, ses alliés s'empressent de lui demander d'acquitter ses dettes plutôt que de lui fournir les contingents prévus. Le roi d'Angleterre passe alors l'hiver en Brabant à négocier avec ses créanciers.
Pour neutraliser les troupes du roi de France arrivées à Amiens le 24 août 1339, il lance des négociations que mènent l'archevêque de Canterbury et l'évêque de Durham. La manœuvre réussit et le roi de France doit renvoyer sa considérable armée. Mais ce statu quo mécontente les contribuables des deux camps qui se saignent pour financer des armées qui ne font que se regarder en chiens de faïence. C'est Édouard III qui lance l'offensive. Ayant réussi à garantir ses dettes vis-à-vis de ses alliés, il marche avec eux sur Cambrai, ville d'empire mais dont l'évêque s'est rangé du côté de Philippe VI, fin septembre 1339. Cherchant à provoquer une bataille rangée avec les Français où il pourrait exploiter la supériorité tactique conférée par l'arc anglais, il pille tout sur son passage, mais Philippe VI ne bouge pas. Le 9 octobre, commençant à épuiser les ressources locales, il doit se décider à livrer bataille. Il oblique donc vers le sud-ouest et traverse et ravage le Cambraisis le Vermandois, le Soissonnais et la Thiérache en brûlant et tuant tout sur son passage : 55 villages du diocèse de Noyon sont rasés. Le pape Benoît XII a vent de cet événement, il n'opposa aucune contestation, et n'envoya qu'un maigre dédommagement aux 175 paroisses touchées en tout.
Les deux armées se rencontrent une première fois près de Péronne. Édouard III a 12 000 hommes et Philippe VI 25 000. Le roi d'Angleterre trouvant le terrain défavorable se retire. Philippe VI lui propose de se rencontrer le 21 ou le 22 octobre en terrain découvert où leurs armées pourront en découdre selon les règles de chevalerie. Édouard III l'attend près du village de la Capelle en terrain favorable, retranché derrière pieux et fossés, ses archers positionnés sur les ailes : une charge de cavalerie serait suicidaire et le roi de France se retranche aussi laissant l'honneur aux Anglais d'attaquer. Le 23 octobre 1339, faute que l'un des deux adversaires ne veuille prendre l'initiative, les deux armées rentrent chez elles. La chevalerie française, qui comptait se financer sur les rançons demandées aux éventuels prisonniers faits au cours de la bataille, gronde. Elle accuse Philippe VI de « renardie ».

### Chevauchée d'Édouard III en 1346
Le 12 juillet 1346 Édouard III débarque à Saint-Vaast-la-Hougue avec une flotte de 1 000 voiles, portant 40 000 hommes et entreprend une chevauchée qui le mène à Caen, au gué de Blanquetaque pour passer la Somme, à Crécy et à Calais.
Les Anglais pillent, incendient, rançonnent et font des razzias à travers le Cotentin, la Normandie, le Vexin, le Beauvaisis, le Vimeu, le Ponthieu. Le passage de la Somme au gué de Blanquetaque marquera, pour la France, le début d'un enchaînement de calamités en particulier sous le règne de Jean le Bon fils de Philippe VI de Valois.

### Chevauchée de Lancastre en 1346
À l'automne 1346, Henri de Grosmont, duc de Lancastre, mène une série d'offensives entre la Garonne et la Sèvre niortaise. Avec 2 000 combattants anglais et gascons, il bouscule les défenses françaises, ravage Poitiers et déplace l'épicentre des combats du cœur de la Gascogne à plus de 80 kilomètres de ses frontières.

### Chevauchée du Prince noir en 1355
La trêve conclue depuis 1347, avec Édouard III est rompue en 1355. Appelé par les barons de la Gascogne anglaise, Édouard de Woodstock, le prince de Galles débarque à Bordeaux et remonte la Garonne jusque Toulouse avec « 1 500 lances, 11 000 archers et 3 000 bidaus, sans les varlets que les gascons menaient avec eux ». 

Évitant cette ville, défendue par Jean Ier d'Armagnac, il marche jusque Narbonne en passant par Montgiscard, Avignonet, Castelnaudary, Carcassonne, Trèbes, etc. pillant rançonnant les villes et villages ouverts et « ardant et exillant ce gras pays du Languedoc ».

« Les habitants, bonnes et simples gens, ne savaient pas que c'était la guerre, car oncques ne furent guerroyes, avant que le prince de Galles n'y conversât. Les Anglais et Gascons avaient trouvés le pays plein et dru, les chambres parées de tapis et de draps, les écrins et les coffres remplis de bons joyaux. Mais rien ne demeurait de bon devant ces pillards. Ils emportaient tout et par espécial les Gascons qui sont moult convoiteux ».

Narbonne repoussa 6 assauts, et l'expédition repue de pillage, rentra à Bordeaux avec 1 000 charrettes de butin.

### Chevauchée de Lancastre en 1356
L'arrestation de Charles II de Navarre, dit Charles le Mauvais, fait basculer les Navarrais et une bonne partie de la noblesse normande dans le camp anglais.

Début juin 1356, Philippe de Navarre et Geoffroy d'Harcourt reçoivent des renforts anglais : le duc de Lancastre débarque dans le Cotentin, et ils font leur jonction avec des troupes de Robert Knolles venues de Bretagne.
 
Lancastre établit son camp à Montebourg, près de Valognes. Il contourne Évreux, prise par les Français quelques jours auparavant, et va piller Vernon et les faubourgs de Rouen. Jean le Bon le poursuit et le rattrape à Laigle le 8 juillet 1356 avec une armée plus nombreuse. 

Les Français, fatigués par la poursuite, remettent le combat au lendemain. Les Anglais fuient durant la nuit. Jean le Bon, met alors le siège devant Breteuil, qu'il prend après un long siège.

### Chevauchée du Prince noir en 1356
Le 4 août 1356, le Prince noir quitte Bordeaux à la tête d'une armée anglo-gasconne et, se dirigeant vers le nord-est, il ravage le Périgord, le Limousin et le Berry. À Romorantin, cette troupe se dirige vers Tours avant de se replier au sud, à l'annonce de l'arrivée de l'armée française. La poursuite aboutit le 19 septembre à la bataille de Poitiers. Après une superbe victoire anglaise et avoir capturé le roi Jean II le Bon, Édouard le noir redescend sur Bordeaux avec un énorme butin.
Certains villages mettront plus d'un siècle pour être reconstruits comme La Chapelle-Faucher et La Ferté-Imbault, par exemple.

### Chevauchée d'Édouard III en 1359-1360
En accord avec le roi Jean et son entourage londonien qui ne veulent pas que la mort éventuelle d'Édouard III sur le champ de bataille ne déclenche des représailles à leur encontre, le roi Charles V lui oppose la tactique de la terre déserte et mène une guerre d'escarmouches refusant toute bataille rangée. Les portes de Reims restent closes. Or, conformément à sa stratégie qui consiste à forcer les Français à livrer une grande bataille en rase campagne, Édouard III n'a pas emmené de machines de guerre qui l'auraient ralenti. Il se dirige vers la Bourgogne. Cette chevauchée tourne au fiasco pour les Anglais, harcelés, affamés, privés de montures (faute de fourrage). Pendant ce temps, des marins normands mènent un raid sur le port de Winchelsea (mars 1360), déclenchant une panique en Angleterre. 
Fou de rage, Édouard III remonte vers Paris et laisse son armée commettre de nombreuses exactions : il ne s’agit plus de la simple extorsion visant à nourrir son armée mais de la destruction systématique de toutes les ressources - les pieds de vignes sont arrachés, le bétail abattu et toute âme qui vive massacrée. Ces exactions entraînent un vif ressentiment contre les Anglais. Nombre d’entre elles ont lieu pendant le carême et la Semaine sainte et, lorsque l’armée anglaise est décimée par un violent orage de grêle le lundi 13 avril 1360, nombre de chroniqueurs y voient la main de Dieu. Édouard III se décide alors à négocier. Il signe la paix à Brétigny, où il dissout son armée de mercenaires. Celle-ci, pour se solder, se livre au pillage en Bourgogne, seule région « ouverte », car, contrairement à la Champagne et l'Île de France, leur arrivée n'y était pas prévue. Ces mercenaires forment l’embryon des grandes compagnies.

### Chevauchée de Lancastre en 1369
Début août 1369, Jean de Gand débarque à Calais et lance une chevauchée, sans être attaqué, à travers l'Artois, le Ponthieu et le Pays de Caux jusqu'à Harfleur, où Philippe le Hardi est en train de préparer un débarquement franco-flamand en Angleterre.
On lui oppose la stratégie de la terre déserte et la chevauchée ne peut s'emparer de la ville. L'armée anglaise est harcelée par les troupes du duc de Bourgogne et, craignant d'être piégée, regagne Calais.

### Chevauchée de Robert Knolles en 1370
Robert Knolles, à la tête d'une chevauchée de 2 500 archers et 1 600 hommes d'armes, part de Calais fin juillet 1370 et pille les campagnes contournant Amiens, Noyon, Reims et Troyes. 
Le calcul du roi de France est que les chevauchées ne permettent pas de tenir le terrain et attisent l'anglophobie dans les territoires pillés. Charles V de France continue de miser sur une guerre de siège et de propagande qui lui permet de reprendre du terrain, ville après ville, le plus souvent sans combat. Il renforce le prestige de la couronne de France par ces victoires malgré le retour de la peste et les souffrances engendrées par la tactique de la terre déserte (il laisse les chevauchées anglaises piller les campagnes dont la population s'est réfugiée dans les forteresses qui ont été reconstruites dans tout le royaume). Ainsi la chevauchée de Knolles est refoulée de Bourgogne. Elle passe 2 jours devant les portes de Paris, pillant les faubourgs sous les yeux des Parisiens à l'abri derrière les murs de la capitale.
Charles V doit montrer que les impôts prélevés pour conduire la guerre sont utiles, d'autant que la nouvelle du sac de Limoges vient d'arriver : les esprits s'échauffent. Olivier de Clisson lui déconseille formellement une bataille rangée. Pour rassurer le pays mis à feu et à sang par la chevauchée de Robert Knolles, Charles V fait connétable le très populaire Bertrand Du Guesclin qui vient de rentrer victorieux de Castille, ayant vaincu Pierre le Cruel l'allié des Anglais à Montiel et lui confie une armée levée grâce à un emprunt forcé pour harceler les Anglais. Du Guesclin harcèle Robert Knolles et le bat à Pontvallain, le surprenant alors qu'il s'apprêtait à franchir le Loir. 
La zizanie ayant gagné les capitaines anglais, la chevauchée se désagrège arrivée en Bretagne.

### Chevauchée de Lancastre en 1373
N’ayant pas les moyens logistiques et financiers de soutenir la guerre de siège que lui impose Charles V de France et qui semble conduire à la reconquête progressive de toute l’Aquitaine, Édouard III d'Angleterre tente d’affaiblir l’effort français en Guyenne par l’ouverture de nouveaux fronts.
Édouard III tente une chevauchée censée ruiner la France dans ses forces vives. Le 12 juin 1373, il institue son fils Jean de Gand, duc de Lancastre, lieutenant spécial et capitaine général dans le royaume de France. Il conduit à travers la France une chevauchée des plus dévastatrices. Mais celle-ci reste sous contrôle : Philippe le Hardi tient les ponts et les châteaux sur son aile droite, Bertrand Du Guesclin la suit et empêche tout repli vers Calais. Elle traverse la Picardie et le Vermandois mais ne pouvant aller vers l’ouest elle se dirige vers Reims, puis Troyes où elle trouve portes closes. Battu par Olivier V de Clisson à Sens, le duc de Lancastre ne peut rejoindre la Bretagne, il tente donc de rallier la Guyenne en traversant le Limousin. Ses hommes sont affamés, les chevaux crevés (ou mangés), la fin de l’expédition se fait à pied et il perd la moitié de ses effectifs (les défections sont nombreuses). Trop lourdes, les armures ont été jetées. Elle est sauvée d’un désastre plus complet par les villes de Tulle, Martel et Brive qui ouvrent leurs portes sans coup férir. Mais le moral n’y est plus, la zizanie gagne les chefs : Montfort lâche la chevauchée. L’arrivée piteuse du résidu des troupes de Jean de Gand, duc de Lancastre à Bordeaux, brise le moral des fidèles au roi d’Angleterre : les Français avancent nettement reprenant Tulle, Martel et Brive, mais surtout en entrant dans la Réole qui verrouille le Bordelais et dont les bourgeois savent ne plus pouvoir compter sur aucun secours.

### Chevauchée de Buckingham en 1380
En juillet 1380, Thomas de Woodstock, le comte de Buckingham, conduit une expédition en France pour venir en aide à Jean IV de Bretagne. Les Français refusant de livrer bataille devant les murs de Troyes le 25 août, Buckingham décide de poursuivre sa route ailleurs et met le siège devant Nantes en novembre 1380. Pourtant, le soutien attendu du duc de Bretagne n'est pas au rendez-vous. Buckingham, qui a perdu de nombreux hommes et chevaux, doit lever le siège en janvier 1381. En février 1381, la Bretagne, s'étant réconciliée avec le roi Charles VI de France, paie 50 000 francs au comte de Buckingham pour qu'il abandonne sa chevauchée.

### Raid anglais de 1415
Le 14 août 1415, Henri V débarque avec une armée de près de 10 000 hommes et 1 600 navires, en vue de Chef-de-Caux près de l'estuaire de la Seine. Après avoir assiégé Harfleur et la dysenterie ayant frappé son armée, Henri doit provisoirement abandonner ses rêves de conquête et rembarquer pour l'Angleterre. Il laisse une garnison à Harfleur qu'il quitte le 8 octobre avec le reste de son armée en vue de regagner Calais. Après avoir franchi la Somme, les troupes anglaises sont interceptées par l'armée française largement supérieure en nombre près du village d'Azincourt où s'engage la bataille.

## Autres chevauchées

### Chevauchée de Charles le Téméraire en 1472
Le 14 juin 1472, Charles le Téméraire part d’Arras à la tête de 80 000 hommes pour se rendre en Normandie y retrouver son fidèle allié François II duc de Bretagne. Le duc de Bourgogne franchit la Somme à Bray, qu’il ruine, entre dans le Santerre et arrive, le 15 juin, devant la forteresse de Nesle en Vermandois, défendue par 500 archers. Il prend la ville et massacre la population.
Après avoir ravagé le Vermandois, Charles le Téméraire s’empare ensuite de Roye et de Montdidier, puis marche sur Beauvais, l’une des villes les plus riches de France, prend d’assaut Vers, Lœuilly et Francastel, fait détruire leurs châteaux et continue sa chevauchée destructrice, mettant la campagne à feu et à sang. Le 27 juin 1472 il met le siège devant Beauvais sans succès.
Le 22 juillet il lève le camp, ravage Rouge Maison en incendiant sur plus de 20 km à la ronde les villages, dont Marissel, Bracheux, Wagicourt, Songeons et Gerberoy. Les Bourguignons, passant par Poix vers Aumale, vinrent devant Eu puis Saint-Valery-en-Caux, qui fut brûlée, saccageant et détruisant tout sur leur passage. Ils se présentèrent devant Dieppe, qui était une des plus fortes villes du royaume, et mirent en cendres tout le riche pays de Caux, firent démolir les villages et châteaux. Ils vinrent ensuite aux portes de Rouen, où le duc avait donné rendez-vous à l'armée de Bretagne afin de mettre le siège, et y passèrent quatre jours.
Le Téméraire quitta la proximité de la ville, mit Saint-Georges-sur-Fontaine et toute la contrée entre Neuchâtel et Rouen à feu et à sang. Peu de temps après le duc se résolut à revenir en Picardie et en Artois, en continuant à tout brûler sur son passage. En partant, il détruisit entièrement la ville de Neufchatel, puis se dirigea sur Gaillefontaine, qu’il assiégea, pilla et incendia et dont il démantela la forteresse.
Dans sa retraite, il fut sans cesse harcelé par Antoine de Chabannes, comte de Dammartin, et le connétable de Beauvais, qui lui refusaient bataille et fatiguaient par des escarmouches son armée déjà excédée par la famine et les maladies.

### Première rébellion huguenote en 1622
En 1622, résolu à entreprendre la pacification de son royaume, Louis XIII chevauche avec l'armée royale à travers le Poitou, l'Aunis, le Saintonge, l'Aquitaine et le Languedoc, assiégeant et ravageant les villes et places-fortes protestantes de France.